# Far Corporation
Far Corporation è un gruppo musicale del Regno Unito creato dal produttore discografico Frank Farian (che aveva creato tra gli altri anche i gruppi Boney M., Milli Vanilli e La Bouche).
Il gruppo nacque con il nome di "Frank Farian Corporation", poi abbreviato come "Far Corporation", per la registrazione per beneficenza di una cover di Mother and Child Reunion, di Paul Simon. Il gruppo comprendeva membri dei gruppi Barclay James Harvest, Toto, Boney M. e Force Majeure. Il singolo raggiunse la top 10 in diversi paesi europei.
In seguito il gruppo Far Corporation registrò una cover di Stairway to Heaven, che i Led Zeppelin non avevano mai pubblicato come singolo. Vi parteciparono Robin McAuley (voce), Simon Phillips (batterista), Curt Cress, ex batterista dei Saga, e tre membri dei Toto: il cantante Bobby Kimball, il tastierista David Paich e il chitarrista Steve Lukather.
Il primo album del gruppo, Division One, venne pubblicato nel 1985 con l'etichetta discografica IMP/ATCO Records e la cover di Stairway to Heaven raggiunse l'ottava posizione nella classifica dei singoli del Regno Unito. Successivamente alla prima versione (della durata di quasi 10 minuti e identica a quella inclusa nell'album Division One) ne venne pubblicata una seconda più breve, arrangiata in maniera differente e più ballabile nelle discoteche. L'album conteneva inoltre una cover di Fire and Water dei Free.
Il secondo album, Advantage era pronto nel 1987 e venne lanciato con la pubblicazione del singolo One by One. Un secondo singolo fu la cover di Sebastian dei Cockney Rebel. Poiché nessuno dei due singoli raggiunse posizioni alte in classifica, l'album fu alla fine cancellato.
Un terzo album Solitude, venne messo insieme in occasione del 25º anniversario di Farian come produttore, riutilizzando anche alcune delle tracce registrate per il secondo album mai uscito, e venne pubblicato nel 1994. All'album partecipò anche Scott Gorham, ex chitarrista dei Thin Lizzy. L'album non ripeté il successo del primo.